# Jézus szíve templom (Szentes)
A Jézus szíve templom Szentesen 1943-ban felépített római katolikus templom.

## Felépítése
1942-ben Jézus szíve vasárnapján tették le az alapkövet, melyet Vaszáry Mihály kancellár kanonok áldott meg. Az építkezés elkezdését a Fekete Demeter és Aradi Viktória házaspár végrendelete indította meg. El kellett adni egy harminc holdas tanyát és ebből elkezdeni az építkezést, aminek feltétele volt, hogy legyen, aki az istentiszteleteket végzi. Ezt a kapucinus szerzetesrend vállalta, így elkezdődhetett az építkezés, melynek költségeihez sokan járultak hozzá. A templomot Fábián Gáspár tervezte, majd 1943. július 4-én a váci püspök szentelte fel.
A külső renoválás 1980-ban történt.

## Belső kiképzés
Az átadáskor még nem volt orgona. A fehér márvány oltár Cakó Mihálynak és feleségének köszönhetően létesült. Az oltár mögött Márton Lajos falfestménye látható. Az üvegablakokat is ő tervezte, és Palka József kivitelezte. Az építkezésről tudomást szerzett XII. Piusz pápa és egy áldozati kelyhet küldött a templomnak. A belső renoválásra 1958-ban került sor.